# 莊順連
莊順連（1954年9月10日—2014年3月26日），美国籍台湾物理学家，伊利诺伊大学厄巴纳-香槟分校电子与计算机工程系教授。
莊順連生于台湾高雄旗津中洲漁村，早年丧父。他1976年毕业于国立台湾大学电机系。在麻省理工学院，他于1980年获得硕士学位，1981年获电子工程师学位，1983年获博士学位。1983年，他加入伊利诺伊大学厄巴纳-香槟分校任教。
莊順連所著教材《光子器件物理》（英語：Physics of Optoelectronic Devices）1995年出版，2009年发行第二版（英文书名改为）。
莊順連的妻子为作家杜淑容（笔名杜杜）。杜淑容在文藻外语大学读书时曾参加新闻营，在那里结识了热衷写小说的庄顺连。两人1980年结婚，育有子女三人。
罹患癌症多年后，庄顺连在2014年病逝。